# Kenny De Ketele
Kenny De Ketele (Oudenaarde, 5 de junho de 1985) é um ciclista profissional belga que compete tanto em provas de pista, quanto de estrada. É atual membro da Topsport Vlaanderen–Baloise, equipe de categoria UCI Professional Continental.
De Ketele representou seu país, Bélgica, nos Jogos Olímpicos de Verão de 2008 e 2012, terminando respectivamente na quarta e nona posição.
Foi campeão mundial no madison masculino em 2012, junto com Gijs Van Hoecke.